# Vladimir Morozov (nadador)
Vladimir Viktorovich Morozov (em russo:  Владимир Викторович Морозов; Novosibirsk, 16 de junho de 1992) é um nadador russo que conquistou uma medalha de bronze nos Jogos Olímpicos de Londres de 2012, no revezamento 4x100 metros livre, competindo com seus compatriotas Andrey Grechin, Nikita Lobintsev e Danila Izotov.